# T-2トキシン
T-2トキシン (T-2 toxin, T-2 mycotoxin) は、マイコトキシンのトリコテセン類の一つ。カビの一種であるフザリウムによって合成される。ヒトや動物に対して有毒な物質であり、嘔吐や下痢、胃腸炎など消化器系への症状および食中毒性無白血球症を引き起こす。T-2トキシンは皮膚を透過する。通常の農業環境や住宅環境では、経皮的に接触しても重大な全身性の影響は予想されないが、局所的な皮膚への影響は排除出来ない。従って、T-2との皮膚接触は制限すべきである。